# Тит Виний
Тит Ви́ний (лат. Titus Vinnius (Rufus); погиб 15 января 69 года, Рим, Римская империя) — древнеримский военный и политический деятель, ординарный консул 69 года.

## Биография
Происходил из сословия всадников. Свою карьеру начал в армии. Около 39 года назначается военным трибуном в Паннонии. Здесь попал в скандал с женой Гая Кальвизия Сабина — Корнелией Лентулой. Некоторое время провел за государственными делами. Впрочем вскоре становится квестором и претором, а затем легатом. При Нероне становится проконсулом в Нарбонской Галлии.
В 68 году Сервий Сульпиций Гальба назначает его легатом в Тарраконской Испании. С началом гражданской войны Тит Виний побудил Гальбу вмешаться в борьбу за власть. В том же году они вместе вошли в Рим. Тит Виний предлагал Гальбе усыновить Отона, но не достиг результата. Впрочем он и имел неоспоримое влияние на императора, чем пользовался в своих интересах. В 69 году он становится консулом.
Тит Виний погиб в результате заговора Отона вместе с Гальбой 15 января 69 года.